# Onda T

Normale elettrocardiogramma con l'onda T evidenziata

In elettrocardiografia, l'onda T rappresenta la ripolarizzazione (o recupero) dei ventricoli cardiaci. L'intervallo dall'inizio del complesso QRS all'apice dell'onda T è indicato come il periodo refrattario assoluto, mentre l'ultima parte è definita come il periodo refrattario relativo (o periodo vulnerabile). L'onda T contiene più informazioni rispetto dell'intervallo QT: può essere descritta come simmetrica, asimmetrica, ascendente o discendente, e divisa in sottointervalli come l'intervallo T-picco/T-fine.
Nella maggior parte delle derivazioni elettrocardiografiche, l'onda T è positiva. Durante la contrazione del ventricolo (complesso QRS), il cuore si depolarizza. La ripolarizzazione del ventricolo avviene nella direzione opposta alla depolarizzazione, infatti la ripolarizzazione è una corrente negativa. Anche se la cellula è caricata negativamente però, l'effetto netto è nella direzione positiva, e l'ECG segnala questo come un picco positivo.
Un'onda T negativa è normale nella derivazione aVR. La derivazione V1 generalmente ha un'onda T negativa, inoltre, non è raro avere un'onda T negativa nelle derivazioni III, aVL e aVF.

## Significato clinico
L'inversione (onde T negative) dell'onda T può essere un segno di ischemia coronarica, di ipertrofia ventricolare sinistra o disturbi del sistema nervoso centrale. Una variazione battito-per-battito in ampiezza o nella forma dell'onda può essere definito alternanza dell'onda T. Onde simmetriche T alte e strette possono indicare iperkaliemia. Onde T piatte (meno di 1 mV nelle derivazioni degli arti e meno di 2 mV nelle derivazioni precordiali) possono indicare ischemia coronarica o ipopotassiemia. La prima alterazione elettrocardiografica di un infarto miocardico acuto è a volte l'onda T di aumentata ampiezza, che può essere distinta dall'iperkaliemia dove vi è una base ampia e una leggera asimmetria. Questo può essere visto anche nell'angina di Prinzmetal. Quando è presente un blocco di branca, l'onda T avrà una deflessione opposta alla deflessione terminale del complesso QRS. Questo è noto come discordanza appropriata dell'onda T.

## Frequenza di inversione dell'onda T nelle precordiali (V1-V6) in rapporto al sesso e all'età
Valori ripresi da Lepeschkin E. in
|         | Età (gruppo etnico)    | n   | V1  | V2   | V3   | V4   | V5   | V6 |
| ------- | ---------------------- | --- | --- | ---- | ---- | ---- | ---- | -- |
| Bambini |                        |     |     |      |      |      |      |    |
|         | 1 settimana - 1 anno   | 210 | 92% | 74%  | 27%  | 20%  | 0.5% | 0% |
|         | 1 anno - 2 anni        | 154 | 96% | 85%  | 39%  | 10%  | 0.7% | 0% |
|         | 2 - 5 anni             | 202 | 98% | 50%  | 22%  | 7%   | 1%   | 0% |
|         | 5 - 8 anni             | 94  | 91% | 25%  | 14%  | 5%   | 1%   | 1% |
|         | 8 - 16 anni            | 90  | 62% | 7%   | 2%   | 0%   | 0%   | 0% |
| Maschi  |                        |     |     |      |      |      |      |    |
|         | 12 - 13 anni           | 209 | 46% | 7%   | 0%   | 0%   | 0%   | 0% |
|         | 13 - 14 anni           | 260 | 35% | 4.6% | 0.8% | 0%   | 0%   | 0% |
|         | 16 - 19 anni (bianchi) | 50  | 32% | 0%   | 0%   | 0%   | 0%   | 0% |
|         | 16 - 19 anni (neri)    | 310 | 46% | 7%   | 2.9% | 1.3% | 0%   | 0% |
|         | 20 - 30 anni (bianchi) | 285 | 55% | 0%   | 0%   | 0%   | 0%   | 0% |
|         | 20 - 30 anni (neri)    | 295 | 47% | 0%   | 0%   | 0%   | 0%   | 0% |
| Femmine |                        |     |     |      |      |      |      |    |
|         | 12 - 13 anni           | 174 | 69% | 11%  | 1.2% | 0%   | 0%   | 0% |
|         | 13 - 14 anni           | 154 | 52% | 8.4% | 1.4% | 0%   | 0%   | 0% |
|         | 16 - 19 anni (bianchi) | 50  | 66% | 0%   | 0%   | 0%   | 0%   | 0% |
|         | 16 - 19 anni (neri)    | 310 | 73% | 9%   | 1.3% | 0.6% | 0%   | 0% |
|         | 20 - 30 anni (bianchi) | 280 | 55% | 0%   | 0%   | 0%   | 0%   | 0% |
|         | 20 - 30 anni (neri)    | 330 | 55% | 2.4% | 1%   | 0%   | 0%   | 0% |